# Codice diplomatico padovano
Der Codice diplomatico padovano, mit vollständigem Titel Codice diplomatico padovano dal secolo sesto a tutto l’undecimo preceduto da una dissertazione sulle condizioni della città e del territorio di Padova in que’ tempi e da un glossario latino-barbaro e volgare, ist das Hauptwerk des Paduaners Giovanni Brunacci (1711–1772).
Es beinhaltet eine gewaltige Menge an überaus genau ausgeführten Abschriften von Tausenden von Dokumenten, die für die Geschichte Paduas und der angrenzenden Gebiete bis heute von unschätzbarem Wert sind. Das Manuskript, das Brunacci in seiner zweiten Lebenshälfte verfasste, wurde am Anfang des 19. Jahrhunderts von Abt Antonio Comin, dem Archivar und Bibliothekar der Biblioteca Capitolare zu Padua in fünf Bände aufgeteilt. Die Handschrift befindet sich dementsprechend in der Biblioteca Antica des bischöflichen Seminars in fünf Bänden unter der Signatur Cod. 581.1–5.
Die darin zu findenden Quellen stammen aus der Zeit zwischen dem frühen 7. Jahrhundert und 1595, die Abschriften die Brunacci anfertigte, entstanden in 70 Archiven. Für die italienische Sprache entschied sich der Verfasser, um über die in seiner Zeit lateinische Gelehrtenwelt hinauswirken zu können. 
Inzwischen ist der Codice diplomatico padovano dank der Universität Padua digitalisiert worden und ist damit einsehbar:
- Überblick

- Band I, II, III, IV und Band V.

Ein erheblicher Teil des Codice, insbesondere die Quellen bis ins späte 12. Jahrhundert, ging in eine ab 1877 publizierte Quellensammlung ein, deren erster Band den Titel trägt: Codice diplomatico Padovano dal secolo sesto a tutto l’undecimo. Dieser umfasst die Quellen bis zum Jahr 1100. Ein zweiter Band erschien in zwei Teilbänden, dabei reicht der erste bis 1155 (erschienen 1879), der zweite Teilband umfasst Quellen aus der Zeit bis 1181 (erschienen 1881).